# Olga Boznańska
Olga Boznańska, née le 15 avril 1865 à Cracovie et morte le 26 octobre 1940 à Paris 5e, est une peintre polonaise, liée au mouvement du modernisme. Elle fit l'essentiel de sa carrière en France.

## Biographie
Helena Olga Boznańska est la fille d’Adam Nowina Boznański, ingénieur des chemins de fer, et de la Française Eugénie Mondan. Elle a une sœur, Izabela.
Elle apprend d'abord le dessin auprès de Józef Siedlecki et Casimir Pochwalski. De 1886 à 1890, elle étudie dans les écoles privées de Karl Kricheldorf et Wilhelm Dürr à Munich, et se consacre dès lors à la peinture.
Elle obtient une médaille d'or à Vienne en 1894. En 1895, le journal berlinois Bazaar la considère comme l’une des douze principales femmes peintres d’Europe.
En 1898, elle s'installe à Paris et devient membre de l’Association des artistes polonais Sztuka. Elle adhère également à la Société artistique polonaise, à l’Association des femmes artistes polonaises de Cracovie, et à la Société internationale des sculpteurs, graveurs et peintres de Londres. Elle expose à la Société nationale des beaux-arts, dont elle devient sociétaire en 1904, mais aussi à Berlin, Munich, Vienne, Prague, Amsterdam, Londres, Venise et Pittsburgh. Elle enseigne la peinture à l'Académie Colarossi ainsi qu'à l'Académie de la Grande Chaumière et l'Académie Vitti. En 1926, elle expose au Salon des Tuileries.
Olga Boznańska est décorée  de l'Ordre Polonia Restituta en 1938.
Certaines sources prétendent qu’elle aurait reçu la Légion d’honneur en 1912, mais il n’existe aucun dossier a son nom.
À partir de 1931, elle participe aux expositions de groupe organisées par la Société des Femmes Artistes Modernes (FAM), créée en 1931 par Marie-Anne Camax-Zoegger. Elle est présente sur la liste des artistes présentant une oeuvre à la Galerie Bernheim-Jeune en 1935.
Les dernières années de sa vie sont difficiles : l'artiste est affectée par le suicide de sa sœur Izabela et des problèmes financiers.
Elle meurt le 26 octobre 1940 dans son atelier, situé au 49, boulevard du Montparnasse et elle est inhumée près de Paris, au cimetière polonais des Champeaux, à Montmorency.

## Œuvres
Olga Boznańska a réalisé plus de 1200 œuvres, principalement des portraits, des natures mortes et parfois des paysages. Son œuvre la plus célèbre est la Jeune fille aux chrysanthèmes, datant de 1894. Plusieurs portraits de Boznańska sont conservés au Musée d'Orsay.

## Expositions
- 1912 : Salon de la Société Nationale des Beaux Arts au Grand Palais
- en 1926, elle expose au Salon des Tuileries[3].
- 1932, 1933, 1934, 1935, 1936 : expositions de la Société des femmes artistes modernes (FAM), théâtre Pigalle, Maison de France, galerie Bernheim-Jeune[8].
- 1990 : Musée Adam-Mickiewicz de la Bibliothèque polonaise de Paris, 12 septembre 1990 - 3 décembre 1990, organisée par la Société historique et littéraire polonaise[9]

## Collections publiques
Les œuvres d'Olga Boznanska sont conservées dans des musées polonais, principalement dans les musées nationaux de Cracovie et de Varsovie.

Œuvres d'Olga Boznańska
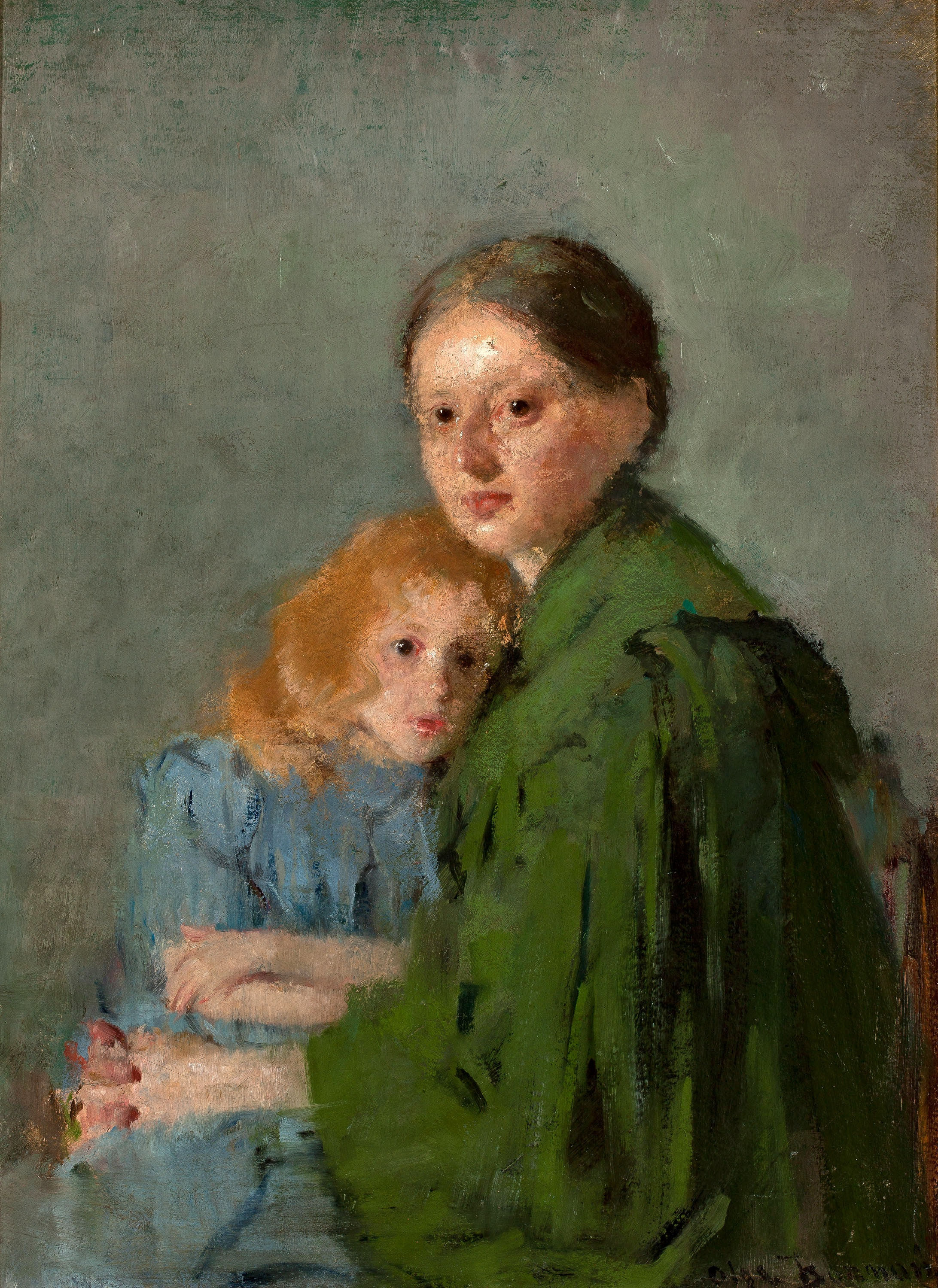
Portrait d'une femme avec une petite fille (1893), musée national de Varsovie.
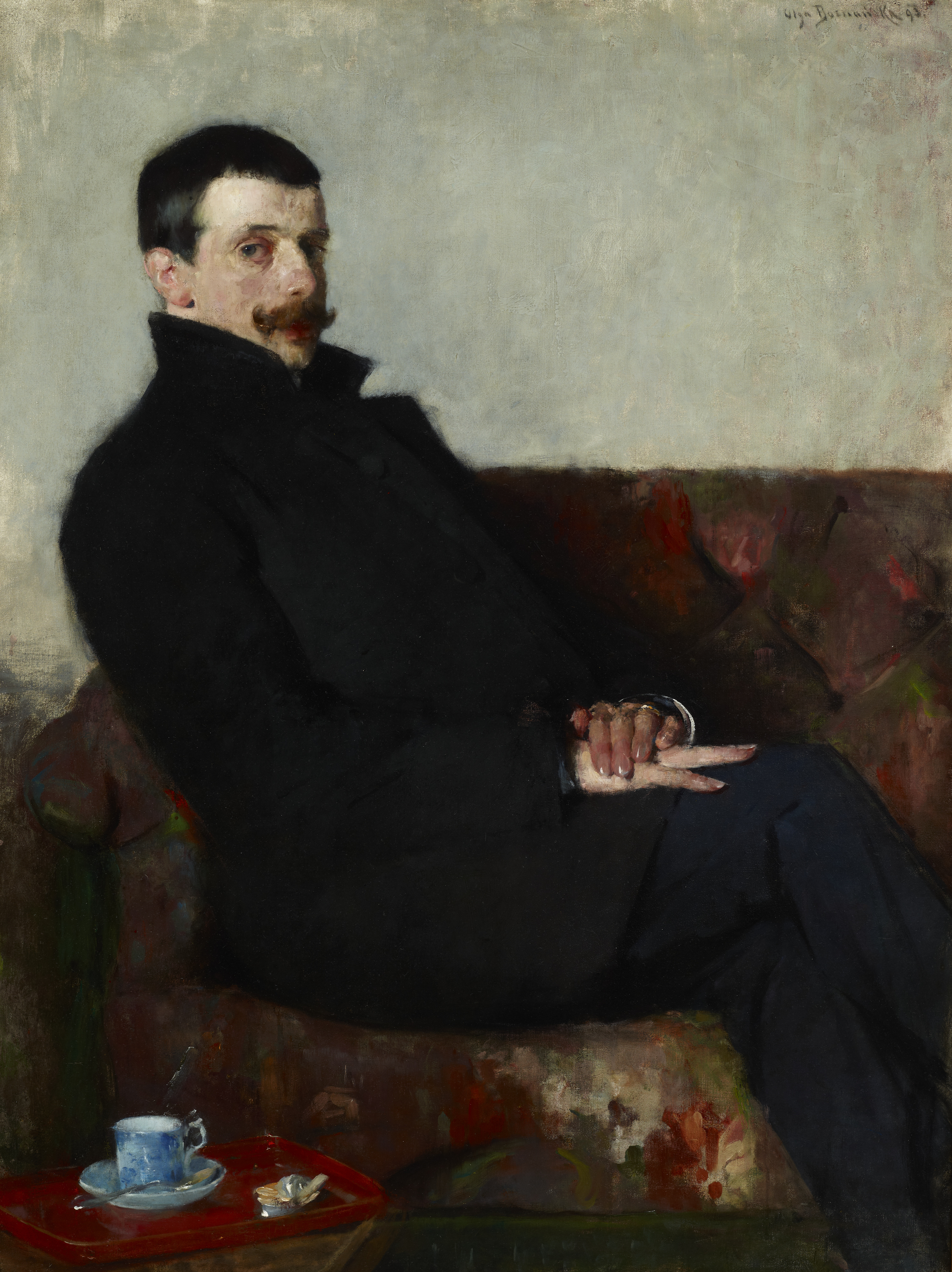
Portrait du peintre Paul Nauen (1893), musée national de Cracovie.
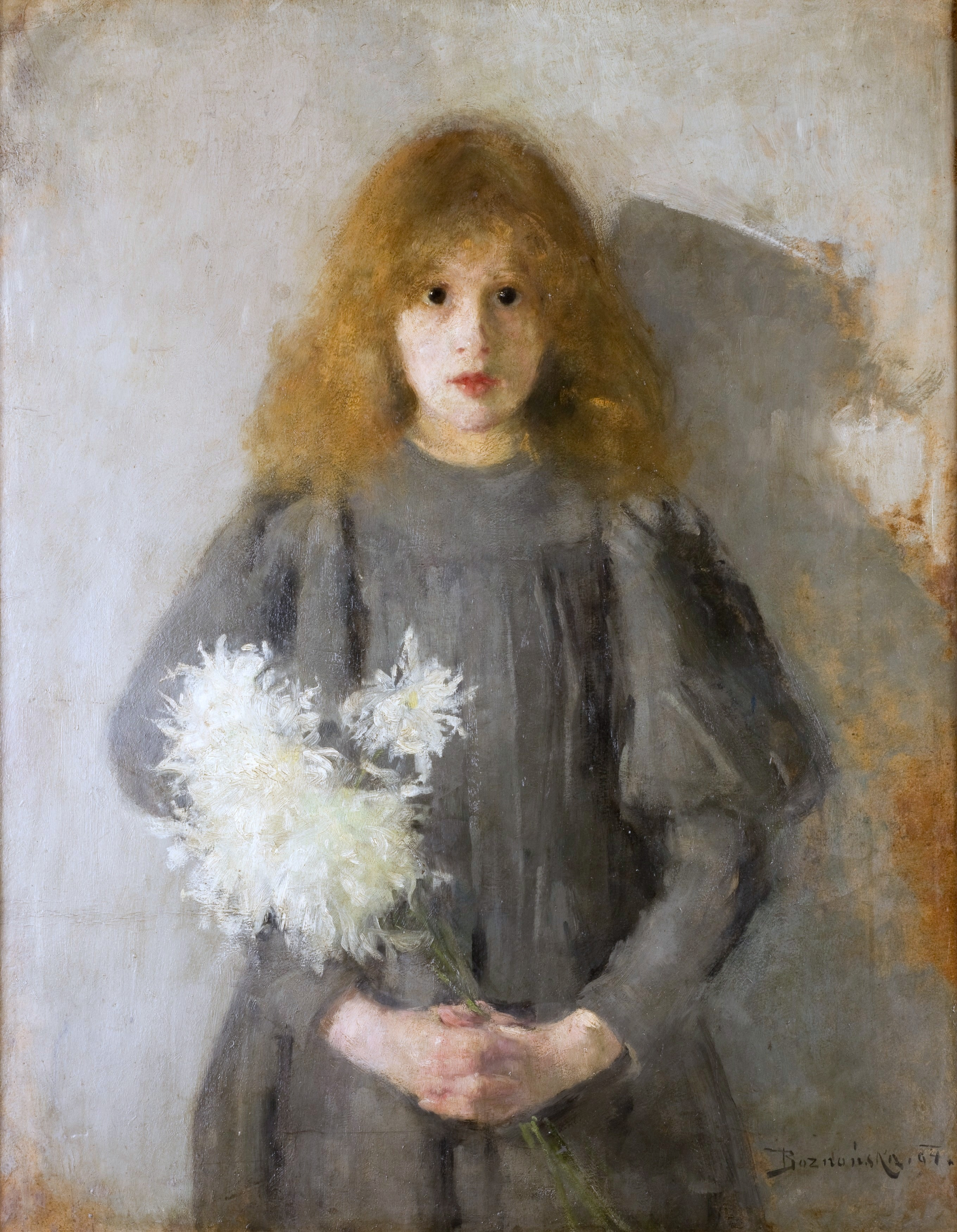
Jeune fille aux chrysanthèmes (1894), musée national de Cracovie.
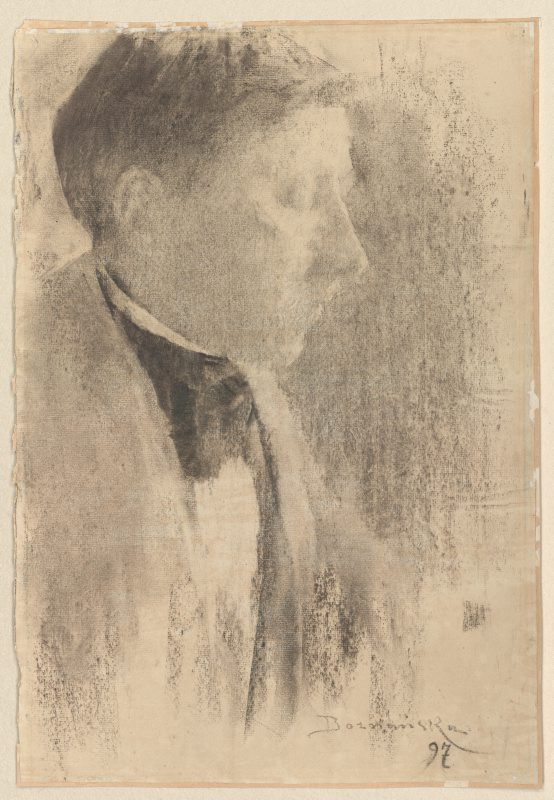
Portrait de Eugeniusz Dąbrowa-Dąbrowski (1897), musée national de Varsovie.
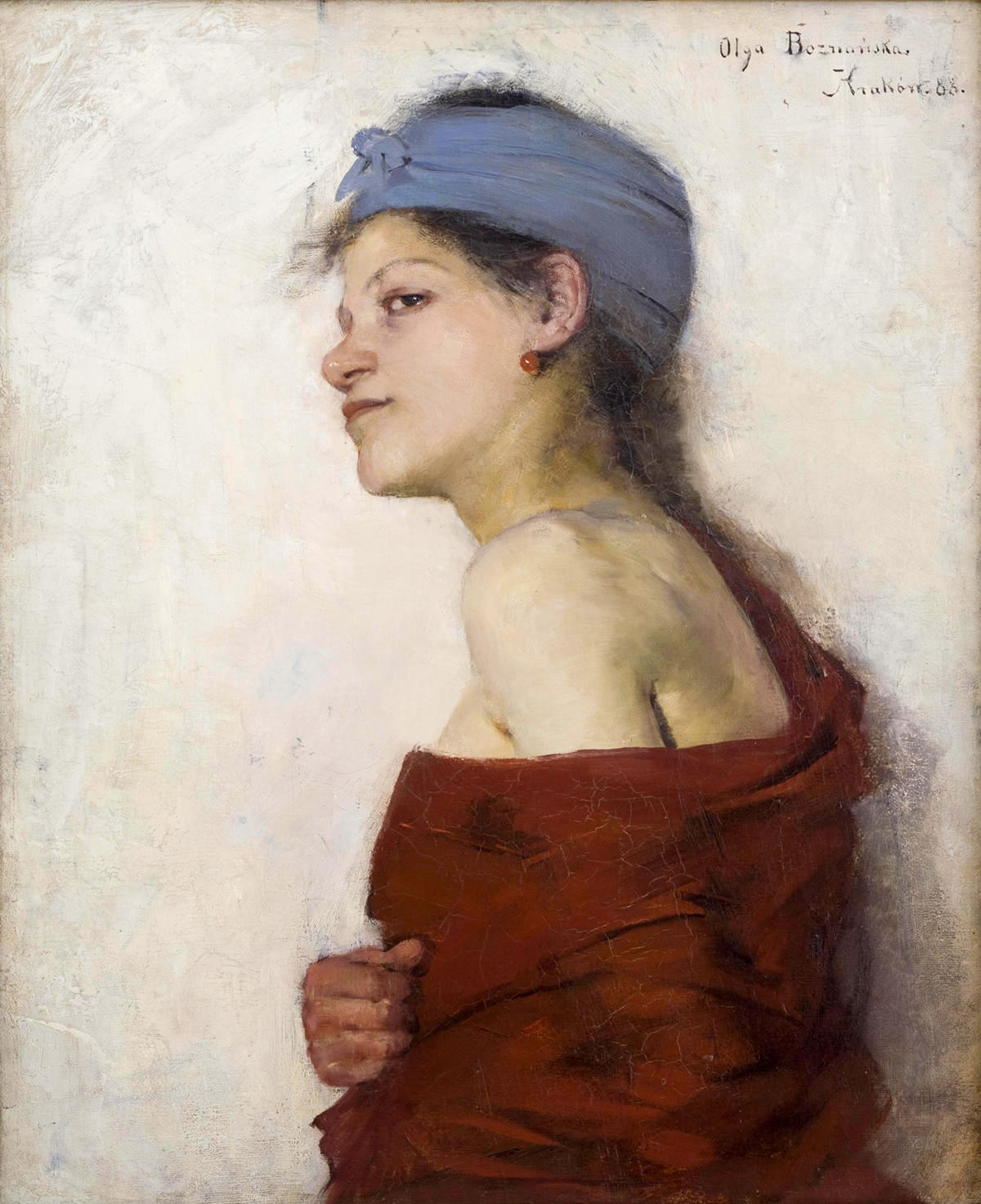
Portrait de femme (1888), musée national de Cracovie.

## Distinctions
- Officier de l'ordre Polonia Restituta

## Hommages
- Depuis 2015, un cratère de la planète Mercure est nommé Boznańska en son honneur[10].